# Oyateshicha
Oyateshicha /ili Oyate citca =bad nation,/ banda Mdewakanton Siouxa s Rice Creeka u Minnesoti (Neill) 7 milja (11 km) iznad slapova na St. Anthony. Godine 1853. naselje im je na rijeci Minnesota, sedam milja od agencije na Minnesoti. Pet godina kasnije (1858) preseljeni su na Oak Grove i oduda s ostalim Santeema u Nebrasku. Od raznih autora nazivani su i O-ya-tay-shee-ka, Tah-chunk wash-taa, Wa-kpa-a-ton-we-dan, Oyate śiča. Ne smiju se pobrkati s istoimenom bandom plemena Yankton.

## Vanjske poveznice
- The Social Organization of the Siouan Tribes